# Haus zum Weißen Widder
Das Haus zum Weißen Widder war ein Wohnhaus in der Konstanzer Altstadt (Wessenbergstraße 12). Es überlieferte wesentliche Teile des Baubestands zweier im frühen 14. Jahrhundert errichteter Häuser und war damit ein aussagekräftiges Beispiel für die mittelalterliche bürgerliche Wohnarchitektur, weshalb es als „Kulturdenkmal von besonderer Bedeutung“ in der Denkmalliste eingetragen war.

## Beschreibung
Das Haus zum Weißen Widder stand an der Ostseite der mittelalterlichen Hauptstraße („auf den Platten“) von Konstanz in der Nachbarschaft der markanten Häuser zum Goldenen Löwen (Wessenbergstraße 16) und zum Hohen Hirschen (Münzgasse 30). Der schlichte Bau war viergeschossig und traufständig. Ein Fassadenknick und leicht unterschiedliche Geschosshöhen ließen erkennen, dass es aus zwei zunächst eigenständigen Häusern zusammengefügt worden war. Die südliche Haushälfte besaß einen von der Rückseite her zugänglichen Keller mit einem Gussgewölbe. Im ersten Stock befanden sich in beiden Haushälften zur Straße hin repräsentative Wohnstuben mit Dielen-Balken-Decken, in der nördlichen Hälfte eine zusätzliche Stube zum Hinterhof hin. Die dendrochronologische Untersuchung der Hölzer des stehenden Dachstuhls ergab 1313/14 als Fälldatum.

## Geschichte
Das Haus zum Weißen Widder stand auf einem ehemals größeren Grundstück zwischen der heutigen Wessenbergstraße und Hohenhausgasse, das 1282 in fünf schmale Parzellen aufgeteilt wurde. 1313 oder wenig später erfolgte der Bau der beiden Häuser, die später zum Weißen Widder zusammengefügt wurden: Auf der nördlichen Parzelle das Haus zum Weißen Widder, auf der südlichen Parzelle das Haus zum Helm oder zum Kollöffel (= Kohlenschaufel). Es handelte sich um zeittypische Firstständerbauten, die zu einem späteren Zeitpunkt nach hinten erweitert wurden; damit einher ging die Vergrößerung des Dachstuhls. Die Bewohner der Häuser waren zumeist Handwerker, die in bescheideneren Vermögensverhältnissen lebten als ihre wohlhabenden Nachbarn. 1782 vereinigte der Glaser Caspar Hüetle beide Häuser unter dem Namen „Zum Weißen Widder“ zu einem; es war bis 1845 mit Grundzinsen an das Spital belastet. 1873 richtete Richard Bandel aus Radolfzell eine Bäckerei ein. 
Archäologische und bauhistorische Untersuchungen begleiteten den Abriss des Hauses im Herbst 1996. Eine Flechtwerkwand gelangte als Ausstellungsstück in das Archäologische Landesmuseum Baden-Württemberg in Konstanz. Die Fassadengestaltung des Neubaus nimmt Elemente des historischen Hauses auf.